# جسر سينسيناتي الجنوبي
جسر سينسيناتي الجنوبي هو جسر سكة حديد مزدوج المسار يمتد على نهر أوهايو بين سينسيناتي وأوهايو ولودلو بكنتاكي . يعود تاريخه إلى أنه أحد الجسور الأولى على نهر أوهايو ، التي بنتها مدينة سينسيناتي في عام 1877 كجزء من سكة حديد سينسيناتي الجنوبية . مع زيادة حركة السكك الحديدية في أوائل العشرين من القرن التاسع عشر ، وصل جسر الجمالون أحادي المسار المصنوع من الحديد المطاوع إلى حد الحمولة المسموح به. قام مهندس الجسر رالف مودجيسكي بتزويد الجسر بهيكل علوي مزدوج المسار في العامين 1921-1922 ، والذي عزز من أجله عمدان الجسر الحالية وقام ببناء الهيكل الفولاذي الجديد حول الجملونات القديمة أثناء التشغيل المستمر. تم استبدال الجسر المتأرجح القديم فوق قناة الشحن بجسر رفع ، ولم تعد آلية الرفع متاحة اليوم. تم تأجير خط السكة الحديد من مدينة سينسيناتي إلى تشاتانوغا بولاية تينيسي ، بما في ذلك الجسر ، منذ عام 1881 إلى سكة حديد سينسيناتي ونيو أورلينز وتكساس باسيفيك ‏ ، وهي شركة فرعية وجزء من خدمة رئيسية بين الشمال والجنوب لسكة حديد نورفولك الجنوبية .

## التاريخ

### أول جسر 1877
مع توسع شركات السكك الحديدية في أمريكا الشمالية في النصف الثاني من القرن التاسع عشر  وبحلول نهاية القرن تحول النقل عبر طرق التجارة الجنوبية على طول نهري أوهايو وميسيسيبي العظيمين بشكل متزايد إلى السكك الحديدية. بالإضافة إلى ذلك ، نمت المخاوف من المنافسة في التجارة مع الجنوب في سينسيناتي نتيجة للقربها على بعد 160  كيلومترات من لويزفيل ، حيث تم في عام 1867 بناء أول جسر للسكك الحديدية فوق أوهايو في كنتاكي. لذلك دفع رجال الأعمال من سينسيناتي من أجل بناء خط سكة حديد خاصا بهم ، والذي استمر جنوبًا بسمافة 450  كيلومتر إلى مدينة تشاتانوغا في ولاية تينيسي . قررت المدينة تمويلها عن طريق إصدار سندات بلدية في عام 1869 مما سمح بإكمال سكة حديد سينسيناتي الجنوبية بحلول عام 1880. يتطلب مسار الطريق بناء 27  من الأنفاق و 105 من الجسور. كان أكبر مشروعين هما الجسر العالي فوق نهر كنتاكي والجسر فوق نهر أوهايو في جنوب سينسيناتي ، وكلاهما تم بناؤه بحلول عام 1877.  
يتكون جسر سينسناتي تراس ، الذي صممه جيه إتش لينفيل ، إلى حد كبير من دعامات الوتر المتوازي ذات المسار الأساسي (بعد مخترعه سكوير ويبل ، 1804-1888) ، وهو أكبر جسر يمتد عبر 157 متر كانت أطول عارضة الجمالون أحادية الامتداد في العالم في ذلك الوقت. استند الهيكل العلوي المصنوع من الحديد المطاوع على أعمدة من الحجر الرملي ، والتي وصلت عند انخفاض المد إلى أكثر من 30 مترًا  متر فوق الماء. من أجل تمكين مرور البواخر بمداخنها العالية حتى وقت ارتفاع مياه المد ، أ كمل البناء من ناحية كانتاكي بجسر يتحرك دورانيا بطول 113 متر كامل. 
استأجرت مدينة سينسيناتي سكة حديد سينسيناتي الجنوبية في سبتمبر 1881 إلى سكة حديد سينسيناتي ونيو أورليانز وتكساس باسيفيك ‏ حتى عام 1901 ، ثم جزءًا من إمبراطورية سكك حديد فريديريك إميل بارون دي إيرلانجر ، والتي أصبحت جزءًا من السكة الحديد الجنوبية في عام 1894. تم تمديد عقد الإيجار من عام 1901 إلى عام 1966 وبعد استئناف المفاوضات من عام 1928 إلى عام 2026. 

### الجسر الثاني 1922

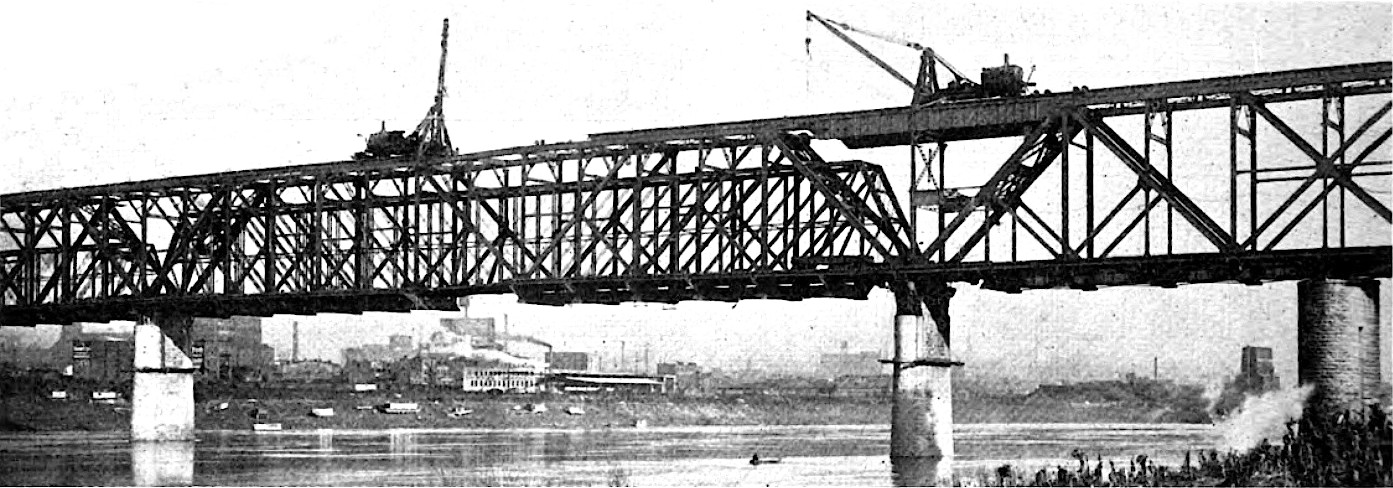
بناء العوارض الفولاذية الجديدة في عام 1921 بمساعدة الرافعات فوق الهيكل العلوي الجديد.

مع زيادة حركة السكك الحديدية في بداية القرن العشرين والزيادة المستمرة في وزن القاطرات البخارية والشحن المنقولة ، وصل الجسر من سبعينيات القرن التاسع عشر إلى حد أقصى حمولة له. بالإضافة إلى ذلك ، تم بناء ساحات الحشد عند مداخل الجسر في سينسيناتي وفي لودلو ، والتي كانت متصلة ببعضها البعض عبر الجسر. قررت السكك الحديدية الجنوبية مع مدينة سينسيناتي بناء هيكل علوي جديد مزدوج المسار واستأجر المهندس المدني رالف مودجيسكي ، المتخصص في الجسور الفولاذية . صمم مودجيسكي جسر تروس فولاذي ، أقيم مباشرة حول البنية الفوقية القديمة من قبل شركة أميريكان بريدج بين عامي 1921 و 1922. كان لابد من تعزيز أعمدة الجسر من أجل ذلك ، مما يعني أن إضافة عوارض فولاذية متصلة بالمنطقة العلوية ومغطاة بالخرسانة. من أجل التمكن من الاستغناء عن سقالات إضافية في قاع النهر أثناء البناء في المركز ، قرر مودجيسكي استخدام عارضة مستمرة فوق النهر بدلاً من العوارض الثلاثة الفردية ، والتي يمكن تركيبها إلى حد كبير في بناء ناتئ . للقيام بذلك ، تم استخدام رافعات ديريك ، والتي تم تثبيتها على الحبال العلوية للعوارض الجديدة. تم استبدال الجسر المتأرجح القديم بجسر رفع بنفس الطول وكان ارتفاعه 4 متر فقط ، ويتم تشغيله بواسطة مجموعة من الأثقال الموازنة والأسطوانات الهيدروليكية .   نادرًا ما كان يستخدم ولم يعد يعمل اليوم. لم تتم إزالة عمود الجسر المتأرجح القديم في ذلك الوقت ولا يزال موجودا تحت جسر الرفع.

### توسعة وتحويل مرافق السكك الحديدية المجاورة

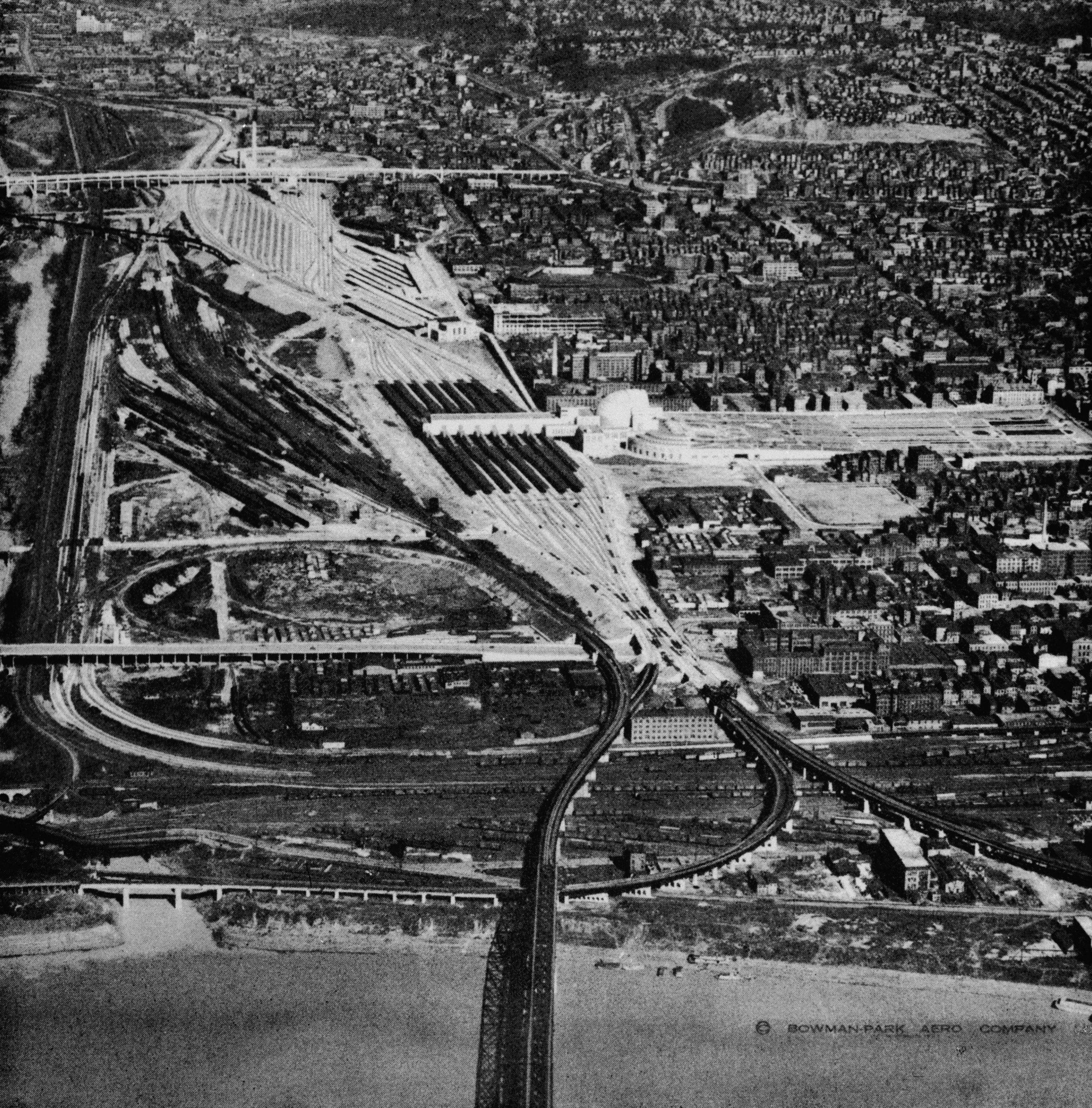
بناء محطة سينسيناتي يونيون خلف الجسر مباشرة في عام 1932

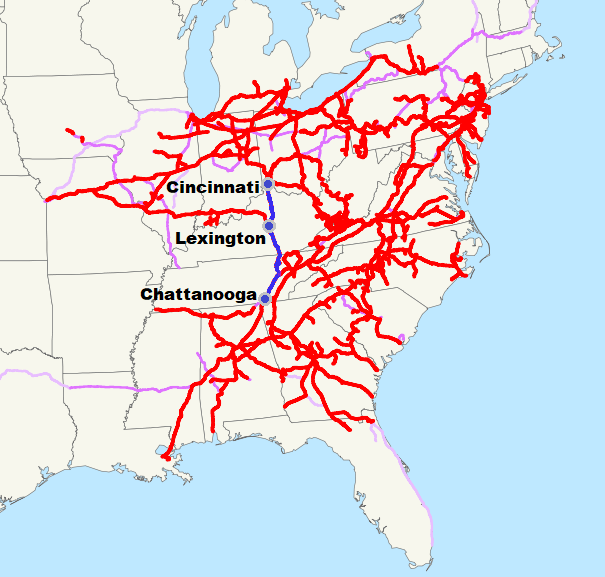
سكة حديد سينسيناتي الجنوبية (باللون الأزرق) هي الآن جزء من شبكة نورفولك الجنوبية للسكك الحديدية (باللون الأحمر)

بحلول عام 1933 ، تم بناء أكبر محطة ركاب في سينسيناتي في الشمال خلف الجسر مباشرة. تم تصميم محطة سينسناتي يونيون تيرمينال ‏ بسعة يومية تبلغ 216 فردًا مصمما للقطارات ،  دخل معظمها إلى المحطة من الجنوب عبر جسر سينسيناتي الجنوبي . أدى الانخفاض الحاد في حركة الركاب إلى إغلاق المحطة في أوائل السبعينيات ، وتم إدراج قاعة الإرسال كنصب تاريخي في عام 1977 وأصبح متحفًا منذ عام 1990.  في عام 1982 ، اندمجت السكك الحديدية الجنوبية مع نورفولك والسكك الحديدية الغربية لتشكيل شركة نورفولك الجنوبية ، التي أصبحت سكة حديد نورفولك الجنوبية (NS) في عام 1990. نتيجة لذلك ، أصبحت NS مالكة سكة حديد سينسيناتي ونيو أورليانز وتكساس باسيفيك وشريكًا تعاقديًا مع مدينة سينسيناتي في عقد إيجار سكة حديد سينسيناتي الجنوبية ، والذي يستمر حتى عام 2026.  في عام 1987 ، تفاوضت المدينة على شروط جديدة للعقد مع نورفولك الجنوبي ، مما أدى إلى تحسين إيرادات المدينة. وبلغت هذه حوالي 21.8 في عام 2017 مليون دولار أمريكي وبلغ مجموعها أكثر من 500 مليون $ منذ عام 1987 .  لا تزال سكة حديد سينسيناتي الجنوبية هي السكك الحديدية البلدية الوحيدة بهذا الحجم في الولايات المتحدة. 

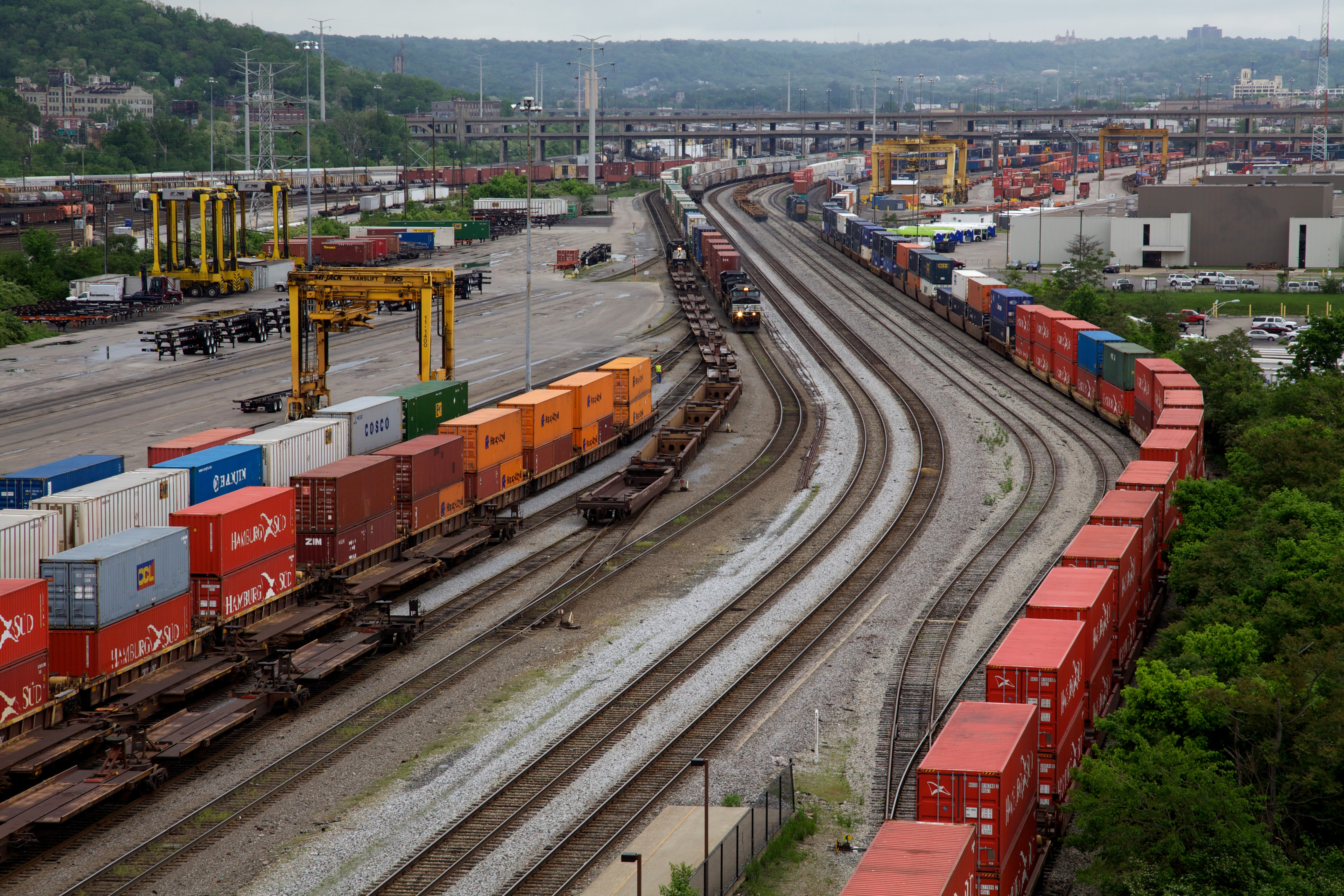
ساحات السكك الحديدية خلف الجسر في سينسيناتي 2013 (في المقدمة جسر ستريت يارد ،ويسارا كوينزغيت يارد يسارًا في الخلف.)

يعمل الجسر جنبًا إلى جنب مع جسر C&O للسكك الحديدية ، ‏ منذ الثمانينيات كمدخل جنوبي إلى ساحات تجميع (غيست ستريت يارد) و كوينزغيت يارد ، والتي تمتد اليوم عبر محطة الركاب السابقة وكل منها مع مجهزة بمحطة حاويات . على جانب ولاية كنتاكي توجد ساحة حشد أخرى أصغر في غيست ستريت يارد مجاورة لجسر الجمالون في لودلو . مع نهاية عصر القاطرات البخارية في أوائل الخمسينيات من القرن الماضي ، تم إغلاق معظم المرافق فيها.  كانت حركة المرور فوق جسر سينسيناتي الجنوبي حوالي 30 قطارا يوميا في عام 2002 . 

## الوصف

### الجسر الرئيسي
إجمالي 988  متر هو طول الهيكل على جسر تروس مركزي فوق نهر أوهايو ، وهو ينقسم إلى ثلاثة عوارض فردية متوازية من الجمالون . بدءًا من الدعامة على جانب كنتاكي ، حيث يوجد أصغر عارضة طويلة 33 متر مع مسارات علوية ، و 133 متر عوارض طويلة لجسر الرفع السابق و 340 متر طول العارضة المستمرة التي تغطي أربعة أعمدة في النهر ويمتد حوالي 157 متر ومرتين 90 متر على طوله الكامل . يحمل العارضان الكبيران مستوى الجنزير على الحبال السفلية ، وقد تم تصميمهما كدعامات . لتحقيق سعة تحميل أعلى ، تم دمج أعمدة إضافية ودعامات طولية وعرضية إضافية في المنطقة السفلية من الجمالون بحيث يتم تقسيم حقول الجمالون وتقويتها مرة أخرى (في بالتيمور تروس) .  الدعامات بعرض 10 متر ولهم ارتفاع ارتفاع 21 متر (الأبعاد بين المحاور المركزية للأحزمة) ، تزن العارضة المستمرة 3550 طن والعارضة أحادية الامتداد لجسر الرفع السابق 1135 طن بما في ذلك الممرات ؛ وتبلغ إجمالي كمية الفولاذ المستخدم أكثر من 7400 طن. 
كانت البنية الفوقية حتى القرن 21 يعود تاريخ ممر المشاة المرتبط بالكابول على الجانب الغربي ، ولكن تم إغلاقه في السبعينيات من القرن الماضي وأزيل أخيرًا في أوائل عام 2010. 

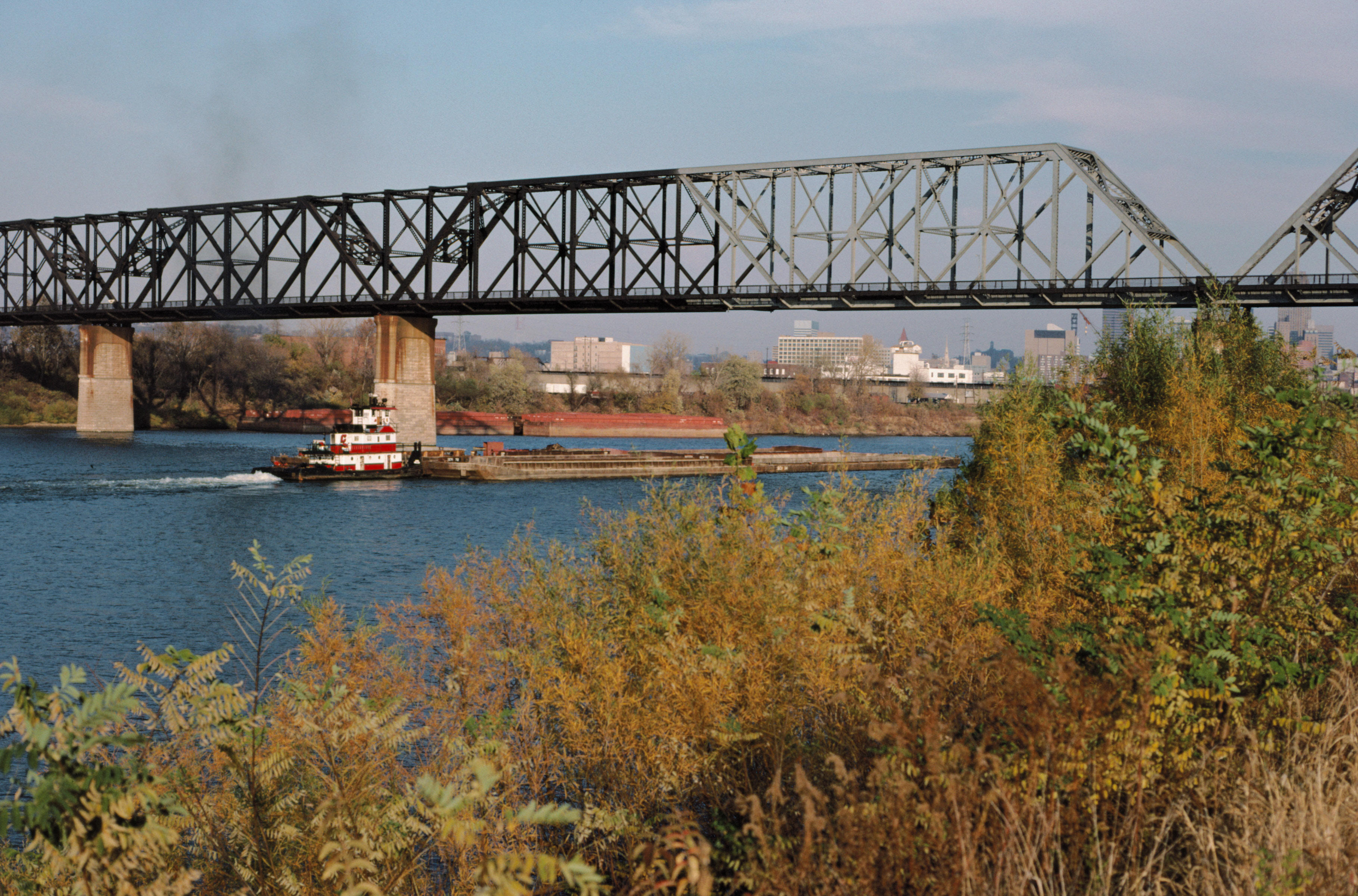
تم إنشاء الجزء العابر المستمر على ثلاثة جسور عام 1987، وما زال الممر على الجانب الغربي موجودا.
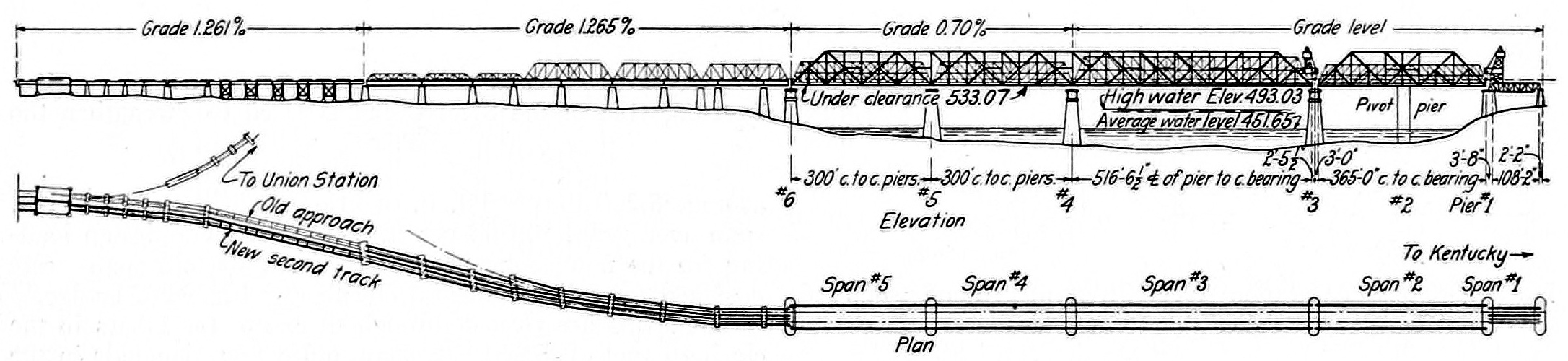
رسم توضيحي للجسر من عام  1922 مع البنية العليا القديمة والجديدة من عام 1877,البيانات بوحدات المقاييس الإنجليزية بالقدم (′)والبوصة(″)؛إلى اليسار سينسيناتي.
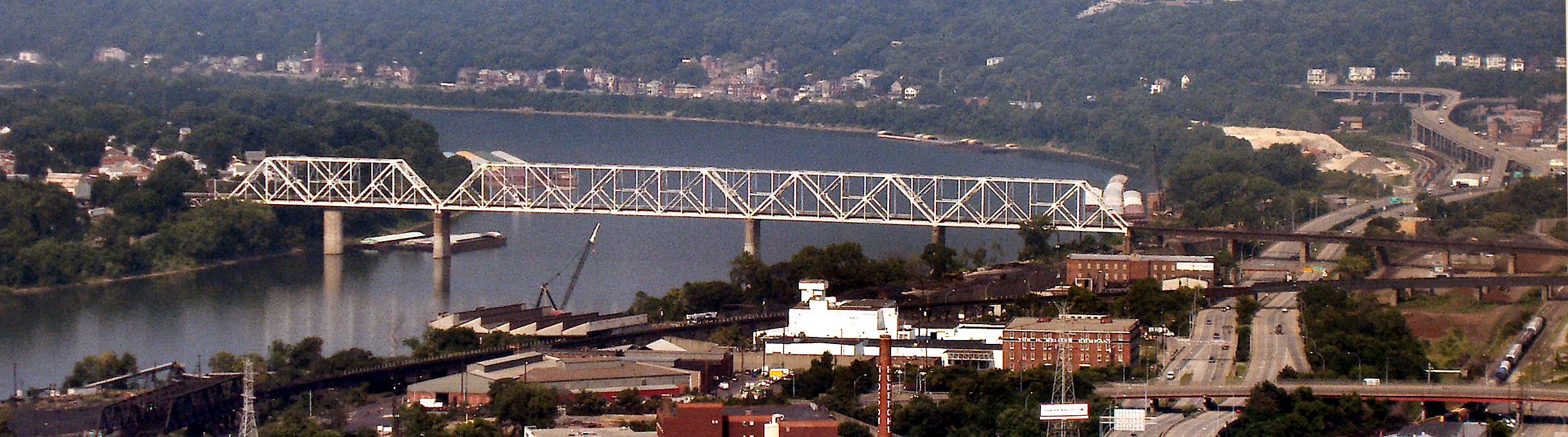
جسر سينسيناتي الجنوبي عبر أوهايو في عام 2005، إلى اليمين سينسيناتي.

### الممرات إليه
على جانب كنتاكي تقع ساحة الحشد NS الصغيرة بجوار جسر الجمالون في لودلو مباشرة. على جانب أوهايو في سينسيناتي ، اتبع الجسر الرئيسي بطول يزيد عن 500 متر العديد من الجسور ذات العوارض الخشبية المصنوعة من عوارض الجدران الصلبة ، والتي تشكل هنا منحنى على شكل حرف S ، تعبر عدة طرق ومسارات للسكك الحديدية وتتفرع في النهاية. تم تغيير التكوين عدة مرات على مر السنين مع توسيع وتحويل المعبر والبنية التحتية اللاحقة.   منذ توسعة المسار المزدوج في عام 1922 ، تم تشغيل المسارات بشكل أساسي على عوارض شعاع منفصلة ، والتي لا يزال بعضها قائمًا على أعمدة من عام 1877 ، والتي تم توسيعها في عشرينيات القرن الماضي ؛ يمكن التعرف عليها من خلال انقسامها من الحجر الرملي البناء والخرسانة. خلف شارع إيت ستريت وست تتبع الدعامات ، حيث يؤدي كل مسارين إلى غيست ستريت في NS و كوينزغيت يارد التابعة لـ CSX وتنتهي عندها .

## الأعمدة
تقوية  الأعمدة الحاملة للبنية الفوقية ذات المسار المزدوج في عام 1922 (تعزيزها بعوارض فولاذية أفقية ورأسية، والأعمدة على اليمين في عام 1987 (أنظر الصور أسفله)

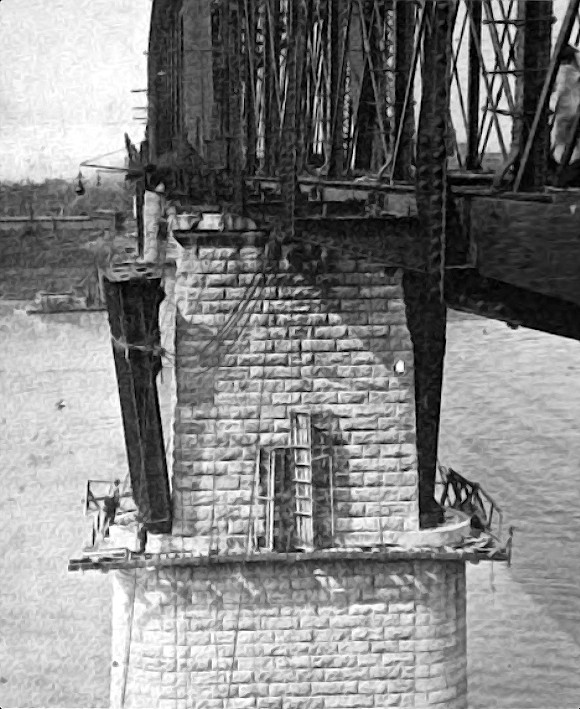

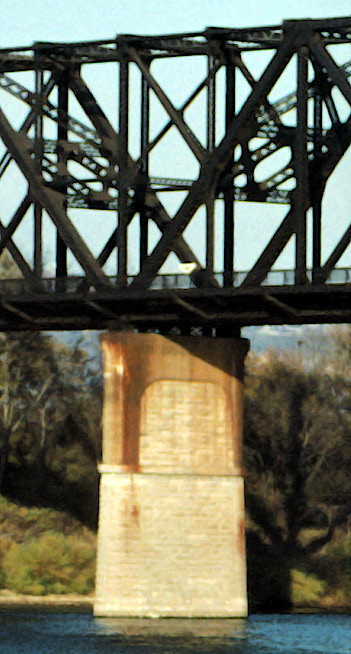

يرتكز الجسر الرئيسي على ستة أعمدة من الحجر الرملي من عام 1877. أقيمت أعمدة الجدول مباشرة على القاعدة الصخرية لقاع النهر وتبلغ مساحة القاعدة حوالي 8 م × 16 م ،  وصل الأطول بارتفاع 36 متر (الرصيف رقم 4).  تم تثبيت الأعمدة الأصغر للجسر الرئيسي وطرق الوصول التي تتبع على طول الضفة على الأرض باستخدام أساسات الركائز . حيث ضاقت الأعمدة الأصلية في العشرة أمتار الأخيرة ، وتم تقليل منطقة الاتصال الخاصة بهم إلى حوالي 4 م × 9 م. لمن هم فوق 10 متر في البنية الفوقية العريضة ذات المسار المزدوج ، كان لابد من توسيع وتقوية الأعمدة الموجودة في الجزء العلوي في عشرينيات القرن الماضي. بالإضافة إلى ذلك تم بناء عوارض فولاذية طويلة بعرض 9 متر ، ثم تقصر الأعمدة بحوالي 2 متر وتوصيل العمودي بعوارض فولاذية أفقية إضافية. تم بعد ذلك تغليف البناء بالخرسانة ، مما أدى إلى تكوين أسطح تحمل حوالي 4 متر × 13 متر ، التي تحمل محامل البنية الفوقية. الارتفاع الواضح تحت جسر الجمالون هو 31 متر عند انخفاض المد وعند ارتفاع المد يكون الارتفاع 12 متر  

## روابط انترنت
- جسر سكة حديد سينسيناتي الجنوبي. HistoricBridges.org
- سكة حديد سينسيناتي الجنوبية. مدينة سينسيناتي.

## المنشورات
- اختبار جسر سكة حديد سينسيناتي الجنوبي فوق نهر أوهايو. في: مجلة السكك الحديدية. المجلد 9 ، 16. نوفمبر ١٨٧٧ ، ص .511 ص.
- سيلاس إل شومو: جسر سانت لويس وخط سكة حديد سينسيناتي الجنوبي. في: مجلة السكك الحديدية. المجلد. 10 ، 27. سبتمبر ١٨٧٨ ، ص .467 ص.
- قاعة تشارلز جيلبرت: سكة حديد سينسيناتي الجنوبية: تاريخ. مطبعة ماكدونالد ، سينسيناتي 1902 ( رقمنة ).
- تم وضع الامتدادات ذات المسار المزدوج على أرصفة ذات مسار واحد. في: عصر السكك الحديدية. المجلد 72 ، العدد 21 ، 1922 ، الصفحات 1215-1220.
- جسر سينسيناتي في جنوب ري. في: استعراض السكك الحديدية. المجلد 71 ، العدد 17 ، 1922 ، ص 555-557.
- FW Henrici: جسر نهر أوهايو الجديد للسكك الحديدية الجنوبية في سينسيناتي ، أوهايو. في: Proc. المؤتمر السنوي الثاني والثلاثون ، رابطة السكك الحديدية الأمريكية والبناء. المجلد 32 ، 1923 ، ص 49-60.

## التفاصيل
1. ↑  Charles Gilbert Hall: The Cincinnati Southern Railway: A History. The McDonald Press, Cincinnati 1902, S. 53 f.
2. 1 2 3  John E. Kleber (Hrsg.): The Kentucky Encyclopedia. 3. Auflage, University Press of Kentucky, Lexington 2015, ISBN 0-8131-1772-0, S. 191.
3. 1 2 3 4  Double-Track Spans Placed on Single-Track Piers. In: Railway Age. Vol. 72, Nr. 21, 1922, S. 1215–1220.
4. ↑  F. W. Henrici: The New Ohio River Bridge of the Southern Railway at Cincinnati, Ohio. In: Proc. Thirty-second Annual Convention, American Railway Bridge and Building Association. Vol. 32, 1923, S. 49–60.
5. ↑  About Union Terminal. Cincinnati Museum Center, abgerufen am 25. Mai 2019. نسخة محفوظة 2023-08-06 على موقع واي باك مشين.
6. ↑  Carolyn Pitts: Cincinnati Union Terminal. National Register of Historic Places Inventory Nomination Form, United State Department of the Interior, National Park Service, 1977. نسخة محفوظة 2023-05-13 على موقع واي باك مشين.
7. ↑  Board of Trustees, Cincinnati Southern Railway: Financial Statementsand Additional Financial Information 2017. Clark, Schaefer, Hackett & Co., Cincinnati, Ohio 2018. Abgerufen am 17. März 2019. نسخة محفوظة 2023-08-02 على موقع واي باك مشين.
8. ↑  Cincinnati Southern Railway. Transportation & Engineering, City of Cincinnati. Abgerufen am 17. März 2019. نسخة محفوظة 2022-10-08 على موقع واي باك مشين.
9. ↑  Paul A. Tenkotte, James C. Claypool: The Encyclopedia of Northern Kentucky. University Press of Kentucky, Lexington 2009, ISBN 978-0-8131-2565-7, S. 182.
10. 1 2 3  Jacob R. Mecklenborg: Cincinnati Southern Bridge. auf cincinnati-transit.net, abgerufen am 25. Mai 2019. نسخة محفوظة 2023-03-22 على موقع واي باك مشين.
11. ↑  Glenn A. Knoblock: Historic Iron and Steel Bridges in Maine, New Hampshire and Vermont. McFarland, Jefferson 2012, ISBN 978-0-7864-4843-2, S. 36 f.
12. 1 2  The Cincinnati Bridge of the Southern Ry. In: Railway Review. Vol. 71, Nr. 17, 1922, S. 555–557.
13. ↑  Silas L. Schumo: The St. Louis Bridge and the Cincinnati Southern Railway. In: Railroad Gazette. Vol. 10, 27. September 1878, S. 467 f.
14. ↑  Test of the Cincinnati Southern Railway Bridge over the Ohio River. In: Railroad Gazette. Vol. 9, 16. November 1877, S. 511 f.